# Hartog Parfumeur
Hartog 'Hap' Parfumeur (Sneek, 17 juni 1906 - Hoek van Holland, 13 december 1941) was een joodse advocaat en procureur in Leidschendam. 
Toen hij 2 jaar was verhuisden zijn ouders naar Den Haag. Parfumeur trouwde op 11 augustus 1933 in Den Haag met de Antwerpse weduwe Maria Josefina van Herck (1905). 
Toen de oorlog uitbrak, ging Hap in het verzet. Hij was ook lid van de Ordedienst. Eind 1941 wilde hij vanuit Hoek van Holland naar Engeland oversteken met een motorvlet van de Zuid-Hollandsche Maatschappij tot Redding van Drenkelingen. Parfumeur zag dat een van de drie boten was verdwenen (ook met Engelandvaarders, zie Ton Loontjens). Bij Hotel Caland informeerde hij naar de bewaking. De hoteleigenaar was een NSB'er. Toen Parfumeur op 13 december 1941 met zijn groepje vluchtelingen aankwam, werden ze dan ook meteen opgepakt. Hij was een kopstuk uit het verzet en nam meteen een gifpil om arrestatie te voorkomen. 
Hartog Parfumier staat op de Erelijst van Gevallenen 1940-1945. Hij werd eerst op de gemeentelijke begraafplaats van Hoek van Holland begraven, in 1998 werden de stoffelijke resten overgebracht naar Erebegraafplaats Loenen.